# Invasão de cemitérios por Israel e necroviolência contra palestinos
As Forças de Defesa de Israel danificaram ou destruíram pelo menos 16 cemitérios na Faixa de Gaza durante a Guerra de Gaza em vários locais da Faixa de Gaza, na Palestina, conforme evidências coletadas pela CNN, pelo The New York Times e pelo Euro-Mediterranean Human Rights Monitor [en].
De acordo com Israel, suas intenções eram: primeiramente, buscar os corpos de reféns israelenses em um local específico após receberem informações de inteligência nesse sentido; e, em segundo lugar, escavar em busca de túneis do Hamas. A escavação que ocorreu no Cemitério de Beit Hanoun, próximo a Khan Yunis, segundo alegações das Forças de Defesa de Israel (FDI), foram motivadas por informações de operação de um centro de comando do Hamas em um túnel sob o mesmo cemitério, porém as evidências não foram apresentadas. A CNN não conseguiu verificar se o túnel estava realmente sob o cemitério e, ao buscar, não encontrou nenhuma entrada de túnel no terreno do cemitério.
De forma mais ampla, há relatos de várias formas de necroviolência [en] contra palestinos (contra corpos) na ocupação contínua da Cisjordânia e da Faixa de Gaza. Além da profanação ou destruição de cemitérios, as práticas incluem a retenção de corpos palestinos, impedindo que as famílias realizem o luto por seus entes queridos; e os chamados "cemitérios de números", onde as sepulturas são marcadas apenas com números, e não com nomes, desumanizando os mortos.

## Destruição de cemitérios na Faixa de Gaza
Israel realizou diversas ações em cemitérios em Gaza, incluindo a instalação de bases militares e, segundo as FDI, a exumação de corpos com o objetivo de localizar reféns. As FDI afirmam conduzir "operações precisas de resgate de reféns em locais específicos onde há indícios de que os corpos de reféns possam estar localizados".
A destruição intencional de locais religiosos pode ser considerada um crime de guerra se realizada sem necessidade militar.
| Parte da Faixa de Gaza  | Bairro                                                                            | Nome do Cemitério (مقبرة)                                                       | Incidentes relatados em: 1. NYT 2023-12-14, 2. Euromed 2024-01-16, 3. CNN 2024-01-20 | Incidentes relatados em: 1. NYT 2023-12-14, 2. Euromed 2024-01-16, 3. CNN 2024-01-20 | Incidentes relatados em: 1. NYT 2023-12-14, 2. Euromed 2024-01-16, 3. CNN 2024-01-20 | Incidentes relatados em: 1. NYT 2023-12-14, 2. Euromed 2024-01-16, 3. CNN 2024-01-20 | Incidentes relatados em: 1. NYT 2023-12-14, 2. Euromed 2024-01-16, 3. CNN 2024-01-20 |
| Parte da Faixa de Gaza  | Bairro                                                                            | Nome do Cemitério (مقبرة)                                                       | Data(s)                                                                              | Descrição | 1                                                                                    | 2                                                                                    | 3                                                                                    |
| ----------------------- | --------------------------------------------------------------------------------- | ------------------------------------------------------------------------------- | ------------------------------------------------------------------------------------ | --- | ------------------------------------------------------------------------------------ | ------------------------------------------------------------------------------------ | ------------------------------------------------------------------------------------ |
| Cidade de Gaza غَزَّة      | Centro da cidade, próximo ao Hospital Al-Shifa                                    | Al-Baṭsh البطش                                                                  | Início de jan. 2024                                                                  | Forças israelenses arrasaram o cemitério, e a maioria dos corpos foi "removida, desmembrada e saqueada, junto com algumas lápides"                                                                                               |                                                                                      | x                                                                                    |                                                                                      |
| Cidade de Gaza غَزَّة      | Shajaiye [en] الشجاعية                                                            | Cemitério Tunisiano mapa مقبرة التوانسي                                         |                                                                                      | Forças israelenses destruíram parte do cemitério, construíram barreiras de terra e estacionaram veículos blindados atrás delas.                                                                                                  | x                                                                                    |                                                                                      |                                                                                      |
| Cidade de Gaza غَزَّة      | Shajaiye [en] الشجاعية                                                            | Não especificado, "menor que o Tunisiano" (Cemitério Shajā‛iye? مقبرة الشجاعية) |                                                                                      | Veículos militares israelenses destruíram dezenas de sepulturas | x                                                                                    |                                                                                      | x                                                                                    |
| Cidade de Gaza غَزَّة      | Sheikh Ijlin [en] الشيخ عجلين                                                     | Sheikh Ijlin الشيخ عجلين                                                        |                                                                                      | Destruição | x                                                                                    |                                                                                      | x                                                                                    |
| Cidade de Gaza غَزَّة      | Sheikh Radwan [en] الشيخ رضوان                                                    | Sheikh Radwan الشيخ رضوان                                                       |                                                                                      | |                                                                                      | x                                                                                    |                                                                                      |
| Cidade de Gaza غَزَّة      | Praça Palestina [en] ميدان فلسطين, também conhecida como Al-Saha (As-Saha) الساحة | Sheikh Shaaban لشيخ شعبان                                                       | 17–20 ou 21 dez. 2023                                                                | Tratores destruíram o cemitério. Incluiu pisoteamento de corpos. |                                                                                      | x                                                                                    |                                                                                      |
| Cidade de Gaza غَزَّة      | Zaytun [en], Cidade Antiga الزيتون                                                | Igreja de São Porfírio [en] كَنِيسَة الْقِدِّيس بُرْفِيرْيُوس                               |                                                                                      | |                                                                                      | x                                                                                    |                                                                                      |
| Cidade de Gaza غَزَّة      | Tuffah [en] التفاح                                                                | Tuffah التفاح                                                                   | Dias antes de 6 jan. 2024                                                            | O exército israelense exumou corpos e destruiu sepulturas. |                                                                                      | x                                                                                    | x                                                                                    |
| Cidade de Gaza غَزَّة      | Tuffah [en] التفاح                                                                | Cemitério Ali ibn Marwan [en] mapa جامع ابن مروان                               |                                                                                      | |                                                                                      | x                                                                                    |                                                                                      |
| Norte da Faixa de Gaza  | Jabalia جباليا                                                                    | Al Falouja mapa مقبرة الفالوجا                                                  |                                                                                      | Profanado pelo exército israelense. Lápides foram destruídas, o solo foi revirado, com marcas de tanques que passaram pelo local.                                                                                                | x                                                                                    | x                                                                                    | x                                                                                    |
| Norte da Faixa de Gaza  | Beit Hanoun بيت حانون                                                             | Beit Hanoun بيت حانون                                                           |                                                                                      | | x                                                                                    |                                                                                      |                                                                                      |
| Norte da Faixa de Gaza  | Beit Lahia بيت لاهيا                                                              | Shuhada شُهَدَاء                                                                   |                                                                                      | Destruição | x                                                                                    |                                                                                      | x                                                                                    |
| Centro da Faixa de Gaza | Bureij [en] البريج                                                                | Novo Bureij مقبرة البريج الجديدة                                                |                                                                                      | O exército israelense dirigiu um tanque com repórteres da CNN por uma estrada de terra através do cemitério, recentemente destruído por tanques israelenses. Sepulturas eram visíveis em ambos os lados da estrada recém-criada. |                                                                                      |                                                                                      | x                                                                                    |
| Sul da Faixa de Gaza    | Khan Yunis خان يونس                                                               | Khan Yunis Central خان يونس                                                     |                                                                                      | Forças israelenses abriram túmulos, removeram corpos e danificaram gravemente sepulturas. As FDI reconheceram a exumação de corpos na busca por reféns israelenses.                                                              |                                                                                      |                                                                                      | x                                                                                    |
| Sul da Faixa de Gaza    | Bani Suheila [en] بني سهيلا                                                       | Bani Suheila بني سهيلا                                                          | 2+ semanas, dez–jan 2023–4                                                           | Destruição deliberada e progressiva por tratores ao longo de duas semanas, com construção de fortificações defensivas. |                                                                                      | x                                                                                    | x                                                                                    |

*Também transliterado como Al-Faluja, Al-Fallujah, etc.

### Relatório doThe New York Times
Em dezembro de 2023, o The New York Times relatou que forças israelenses destruíram seis cemitérios na Faixa de Gaza:
- Em Shajaiye [en], Cidade de Gaza, as forças israelenses destruíram parte do Cemitério Tunisiano.
- Veículos militares israelenses destruíram dezenas de sepulturas em um cemitério menor em Shajaiye.
- Forças israelenses danificaram sepulturas no Cemitério Al-Falouja.
- Cemitério de Beit Hanoun, também no norte de Gaza.
- Destruição de um cemitério em Sheikh Ijlin [en], Cidade de Gaza.
- Destruição de um cemitério em Beit Lahia, norte da Faixa de Gaza.

Jornalistas das Investigações Visuais do New York Times identificaram a destruição por meio da análise de diferentes fontes, utilizando imagens de satélite e vídeos. O jornal solicitou comentários das FDI, mas não recebeu resposta. O relatório destacou que "as leis de conflitos armados consideram a destruição intencional de locais religiosos sem necessidade militar um possível crime de guerra".

### Relatório do Euro-Med Human Rights Monitor
Em 16 de janeiro de 2024, o Euro-Med Human Rights Monitor relatou a destruição e profanação de mais cemitérios em Gaza do que o The New York Times (até 12, mas listou 9). Também informou que grandes buracos foram criados em cemitérios devido a ataques israelenses frequentes, engolindo dezenas de sepulturas, e que restos de alguns corpos foram espalhados ou desapareceram. Além disso, a organização relatou que sepulturas foram escavadas e corpos roubados no Cemitério Al-Falouja por ativistas palestinos.
Rami Abdu, diretor do Euro-Med Monitor, alegou a profanação do Cemitério Al-Tuffah pelo exército israelense, afirmando que tratores israelenses destruíram o cemitério de forma implacável. O governo palestino em Gaza condenou o exército israelense por perturbar 1.100 sepulturas e roubar 150 corpos, relatando que tratores nivelaram o cemitério, resultando na profanação dos mortos, chamando isso de "crime hediondo".
Os cemitérios mencionados incluem:
1. Cemitério Al-Tuffah
2. Cemitério Al-Batsh - O Cemitério Al-Batsh foi estabelecido em outubro de 2023 para enterrar pessoas não identificadas deixadas no complexo do Hospital Al-Shifa. Forças israelenses arrasaram Al-Batsh no início de janeiro de 2024, e a maioria dos corpos foi "removida, desmembrada e saqueada, junto com algumas lápides".
3. Cemitério Sheikh Shaaban na Praça Palestina, Cidade de Gaza (17–20 de dezembro, incluindo pisoteamento de corpos)
4. Um cemitério a 1,7 km (1,1 mi) a leste do centro de Khan Yunis em 20 de dezembro de 2023
5. Cemitério Al-Falouja no norte da Faixa de Gaza
6. Cemitério Ali ibn Marwan
7. Cemitério Sheikh Radwan
8. Cemitério da Igreja de São Porfírio na Cidade de Gaza
9. Cemitério Al-Shuhada em Beit Lahia, norte de Gaza

### Cemitério Central de Khan Yunis
Em 17 de janeiro de 2024, um dia após o relatório do Euro-Med Human Rights Monitor, a NBC informou que, no início daquela semana, tropas israelenses danificaram gravemente o Cemitério Central de Khan Yunis (31° 20′ 53″ N, 34° 17′ 35″ L) próximo ao Hospital Nasser [en], destruindo-o com tratores, esmagando lápides, danificando túmulos e expondo restos humanos em algumas sepulturas. As FDI afirmaram que o incidente fazia parte de um esforço preciso para localizar e recuperar corpos de reféns tomados pelo Hamas. As FDI destacaram seu compromisso com o tratamento respeitoso dos mortos, afirmando que devolvem corpos não identificados como reféns com dignidade. Rami Abdu, presidente do Euro-Med Human Rights Monitor, afirmou que o ataque, considerando os assaltos anteriores israelenses a cemitérios palestinos, indicava que Israel "viola sistematicamente a santidade dos mortos e de suas sepulturas". Em outro relatório da CNN, Israel afirmou mais explicitamente que estava exumando corpos em cemitérios de Gaza para verificar se algum era de reféns israelenses.

### Relatório da CNN sobre 16 cemitérios danificados
A CNN informou em 20 de janeiro de 2024 que um total de 16 cemitérios em Gaza foram danificados, publicando fotos de antes e depois de vários deles e especificando sete no total:
1. Cemitério Central de Khan Yunis
2. Um cemitério em Shajaiya
3. Cemitério Bani Suheila, a leste de Khan Yunis ("destruição deliberada e progressiva, e a criação de fortificações defensivas ao longo de pelo menos duas semanas no final de dezembro e início de janeiro")
4. Cemitério Novo Bureij em Al-Bureij, um campo de refugiados palestinos no centro de Gaza ("sepulturas eram visíveis em ambos os lados da estrada de terra recém-criada")
5. Cemitério Al Falouja no bairro de Jabalia, norte da Cidade de Gaza
6. Cemitério Al-Tuffah, a leste da Cidade de Gaza
7. Um cemitério no bairro Sheikh Ijlin, Cidade de Gaza

Em Al Falouja, Al-Tuffah e Sheikh Ijlin, a CNN relatou "lápides destruídas e marcas pesadas de veículos blindados ou tanques passando sobre sepulturas".
No relatório, a codiretora Janina Dill, do Instituto Oxford de Lei, Ética e Conflito Armado [en], afirmou que atacar ou destruir cemitérios viola o direito internacional, exceto em circunstâncias muito limitadas nas quais o cemitério em si é um objetivo militar.

### Reação e alegações de Israel

#### Alegação israelense de centro de comando do Hamas sob o Cemitério Bani Suheila
Até 30 de janeiro de 2024, as FDI não esclareceram os motivos por trás da destruição extensiva de cemitérios, para a instalação de postos militares, criação de estradas ou outras atividades, nem a presença de veículos militares em áreas onde antes havia sepulturas. No entanto, as FDI destacaram que não havia uma política explícita que determinasse a transformação de cemitérios em postos militares.
No entanto, nessa data, as FDI alegaram ter descoberto uma sala de operações do Hamas em um túnel subterrâneo que, segundo afirmaram, ficava a 20 metres (66 ft) abaixo do Cemitério Bani Suheila em Khan Yunis. Israel afirmou que o túnel continha explosivos, portas corrediças e alojamentos para combatentes do Hamas. Entre as supostas descobertas estava o que as FDI alegaram ser o escritório do comandante do Batalhão Leste da Brigada de Khan Yunis, que, segundo elas, era um centro de comando para os ataques de 7 de outubro. Também afirmaram ter encontrado salas de operações, uma sala de guerra de batalhão e quartos de oficiais seniores do Hamas. O túnel, parte de um labirinto subterrâneo maior construído pelo Hamas, foi destruído por forças de engenharia após a inspeção. Israel alegou que o Hamas usava o túnel para operações de combate contra forças israelenses.
O exército israelense permitiu que a CNN visitasse o cemitério e arredores por três horas, mas não permitiu que a CNN visse a suposta entrada do túnel que as FDI afirmaram estar dentro do cemitério. A CNN visitou o túnel, mas não conseguiu determinar se ele estava localizado sob o cemitério. As FDI só permitiram a entrada no túnel por uma entrada fora do perímetro do cemitério e, posteriormente, forneceram imagens de drone dessa entrada, bem como de outra entrada fora do perímetro. A CNN transmitiu imagens do cemitério completamente destruído, profanado e escavado, danos que as FDI alegaram serem necessários para encontrar e destruir o túnel.

## Outras formas de necroviolência israelense contra palestinos

### No conflito Gaza–Israel
As forças israelenses foram acusadas de necroviolência em 2020 em Gaza, incluindo a remoção violenta de um corpo com um trator. Em 30 de janeiro de 2024, os corpos de 100 pessoas retirados por forças israelenses foram reenterrados em uma vala comum em Rafah, com fontes médicas relatando que alguns corpos estavam sem órgãos.
Em 2019, a Suprema Corte de Israel permitiu a retenção dos corpos de supostos agressores palestinos de suas famílias, levando a Defence for Children International [en] a afirmar que as autoridades israelenses estavam violando o direito internacional humanitário e o direito internacional dos direitos humanos ao confiscar o corpo de um menino palestino de 14 anos na Cisjordânia.
Em fevereiro de 2024, a Emek Shaveh, uma ONG de arqueólogos israelenses, afirmou que judeus ortodoxos em Jerusalém Ocidental assumiram um santuário muçulmano e vandalizaram sepulturas muçulmanas. Em março, um ataque aéreo de um F-16 israelense em um cemitério recém-construído em Jabalia resultou em restos humanos emergindo do solo, necessitando de reenterro. Em 7 de março, Israel devolveu os corpos de 47 pessoas que haviam sido retirados durante o Cerco ao Hospital Nasser. Em 9 de março, colonos israelenses foram gravados quebrando e profanando lápides no Cemitério Bab al-Rahma em Jerusalém Oriental. Em abril de 2024, o Ministério de Assuntos Religiosos de Gaza afirmou que as FDI mutilaram corpos, incluindo decapitações e desmembramentos póstumos.
Em setembro de 2024, imagens surgiram mostrando soldados israelenses descartando os corpos de três palestinos mortos de um telhado durante uma operação em Qabatiya [en], localizada na Cisjordânia ocupada, perto de Jenim. Relatos locais indicaram que pelo menos sete pessoas foram mortas durante a operação, que envolveu forças israelenses cercando um prédio. Testemunhas descreveram como quatro homens tentaram fugir para o telhado, mas foram mortos por atiradores. Após o fim da violência, soldados foram vistos jogando os corpos do telhado, com um trator chegando posteriormente para removê-los.
Em 25 de setembro de 2024, um caminhão carregando 88 corpos não identificados de palestinos foi enviado através de uma fronteira controlada por Israel para o Hospital Nasser em Khan Yunis. Zaher Al-Wahadi, chefe do Centro de Informações de Saúde Palestino, observou que nenhum detalhe foi fornecido sobre suas identidades ou circunstâncias de morte, marcando a quinta instância de recebimento de corpos não identificados. O Comitê Internacional da Cruz Vermelha destacou que, de acordo com o direito humanitário internacional, indivíduos que morrem em conflitos armados devem ser tratados com dignidade, e seus restos mortais devem ser gerenciados adequadamente. A lei exige que os mortos sejam procurados, coletados e evacuados de zonas de combate para ajudar a garantir que as pessoas não desapareçam.

### Métodos contínuos de necroviolência israelense
Randa May Wahbe, candidata a doutorado em antropologia em Harvard, descreveu a necroviolência israelense como incluindo:
- "Perda ambígua": retenção de corpos palestinos em freezers, impedindo que famílias palestinas realizem o luto por seus entes queridos.
- Os "cemitérios de números": cemitérios onde as sepulturas são marcadas apenas com números, e não com nomes, desumanizando os mortos.
- Demolição de locais de sepulturas históricos.